# Ullensaker
Ullensaker é uma comuna da Noruega, com 251 km² de área e 23 784 habitantes (censo de 2004). A comuna inclui a cidade de Jessheim e a pequena vila de Kløfta, esta comuna é principalmente rural, com fazendas de plantações e cavalos, esta comuna é proximo ao centro de Oslo e é nela que fica o Aeroporto de Oslo